# دوک سفید لاغر
دوک سفید لاغر (انگلیسی: The Thin White Duke) پرسونا و شخصیتی بود که دیوید بویی موسیقی‌دان انگلیسی، در میانهٔ دهه ۱۹۷۰ با آن در انظار عمومی ظاهر شد. اگرچه دوک در اصل همراه با آلبومِ سال ۱۹۷۶ بویی یعنی ایستگاه به ایستگاه شناخته می‌شود و نامش در قطعهٔ نخست آلبوم ذکر شده است، اما بویی در ابتدا طی تور کنسرت آلبوم آمریکایی‌های جوان در اواخر سال ۱۹۷۴، جنبه‌هایی از این شخصیت را به کار گرفت. ظاهر و شخصیت دوک سفید لاغر نیز تحت تأثیر شخصیت توماس جروم نیوتن، بیگانه انسان‌نما، با بازی بویی در فیلم مردی که به زمین سقوط کرد که در اواسط سال ۱۹۷۵ فیلم‌برداری شد، بود.
دوک سفید لاغر به دلیل دیدگاه‌های ظاهراً هوادارانه در مورد فاشیست که بویی در مصاحبه‌های مطبوعاتی در این دوره بیان کرد، به یک چهره بحث‌برانگیز تبدیل شد. بلافاصله پس از بیان این نظرات، بویی ادعا کرد که این اظهارات متظاهرانه و برای جلب توجه هستند که از طریق این شخصیت بیان شده‌اند و منعکس‌کنندهٔ دیدگاه واقعی او را نیستند. در سال‌های بعد، او دلیل رفتار غیرعادی خود در میانهٔ دههٔ ۱۹۷۰ را مصرف خیلی زیاد مواد مخدر سنگین (به ویژه کوکائین) در حین زندگی در لس آنجلس عنوان کرد. او در اواخر سال ۱۹۷۶ کالیفرنیا را به مقصد اروپا ترک کرد تا وضعیت روحی و جسمی خود را بهبود بخشد و در اوایل سال ۱۹۷۷ در برلین غربی اقامت گزید و در آن زمان بی‌سروصدا شخصیت دوک سفید لاغر را کنار گذاشت.

## ایجاد

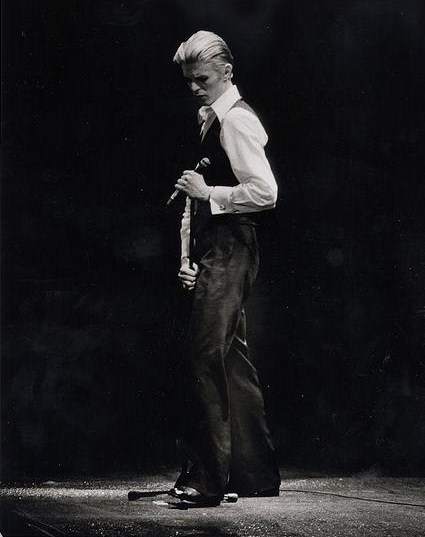
بویی در نقش دوک سفید لاغر در تورنتو، ۲۶ فوریه ۱۹۷۶

دیوید بویی که پیش از شهرت، تجربه اجرا در تئاتر تجربی را داشت، در اوایل دهه ۱۹۷۰ شروع به پذیرفتن شخصیت‌های مختلف برای اجرا کرد، که مهم‌ترین آن زیگی استارداست در دورهٔ گلم بود. او در سال ۱۹۷۳ در پایان تور زیگی استارداست این شخصیت را کنار گذاشت و شخصیت دیستوپیایی هالووین جک را برای آلبوم سگ‌های الماسی و بیشتر تورهای بعدی خود پذیرفت.
نسخه اولیه شخصیت دوک سفید لاغر در اواخر سال ۱۹۷۴ در مرحله دوم تور ظاهر شد. این تور که به ساخت آلبوم آمریکایی‌های جوان منجر شد؛ موهای بویی هنوز نارنجی بود، اما کوتاه‌تر و لباس‌های روی صحنه از لباس‌های رنگارنگ گلم تا لباس‌های معمولی‌تر متغیر بود. از دوک سفید لاغر در تایتل ترک آلبوم بعدی بویی، ایستگاه به ایستگاه نام برده شد و او در طول تور ایزولار در نقش این شخصیت ظاهر شد.
بویی به‌طور قابل توجهی تحت تأثیر ویلیام اس. باروز بود که در سال ۱۹۷۳ با او ملاقات کرد و مشتاقانه از تکنیکش به‌عنوان روشی برای بهره‌برداری از فرآیندهای خلاقانه ناخودآگاه استفاده کرد. به گفتهٔ تانیا استارک، باروز در ناهار لخت به منی به عنوان «طناب سفید نازک» اشاره کرده و این ممکن است بر انتخاب نام دوک سفید لاغر تأثیر گذاشته باشد.

## خصوصیات
در نگاه اول، دوک سفید لاغر معمولی‌تر از تجسم‌های پر زرق و برق بویی به نظر می‌رسید. دوک با موهای بلوند آراسته و لباسی ساده و سبک کاباره متشکل از یک پیراهن سفید، شلوار مشکی و یک جلیقه، مردی توخالی بود که آهنگ‌های عاشقانه را با شدتی عذاب‌آور می‌خواند. این شخصیت «اشرافی دیوانه»، «زامبی غیراخلاق‌مدار»، و «ابرمرد آریایی بی‌احساس» توصیف شده است. خود بویی این شخصیت را اینگونه توصیف کرد: «یک نوع بسیار آریایی و فاشیست؛ به اصطلاح رمانتیک و مطلقاً بدون هیچ احساسی».

## جنجال
دوک سفید لاغر شخصیتی بحث‌برانگیز بود. زمانی که بویی در سال‌های ۱۹۷۵ و ۱۹۷۶ مصاحبه‌ای در نقش این شخصیت داشت، اظهاراتی دربارهٔ آدولف هیتلر و آلمان نازی بیان کرد که برخی آن‌ها را به عنوان همدردی با فاشیسم یا حتی طرفدار فاشیسم تفسیر کردند. این جنجال در می ۱۹۷۶ عمیق‌تر شد، زمانی که عکسی از او مقابل طرفداران منتشر شد که برخی ادعا می‌کردند او در حال انجام سلام نازی است. بویی این موضوع را تکذیب کرد و گفت که او به سادگی برای طرفداران دست تکان می‌داد و عکاس عکس را در حالی که دستش دراز بود گرفت.
بویی در استکهلم نقل کرد «بریتانیا می‌تواند از یک رهبر فاشیست بهره‌مند شود». او به‌علت در اختیار داشتن لوازم وابسته به نازی، به‌وسیلهٔ گمرک مرز روسیه/لهستان بازداشت شد. او بعداً اعتیاد به کوکائین، شخصیت دوک سفید لاغر و زندگی در لس آنجلس را مقصرِ بیان اظهارات به‌نفعِ فاشیسم و رفتار خود در این دوره دانست. بویی بعداً گفت لس آنجلس «باید از روی زمین محو شود». او سپس بابت این گفته‌ها عذرخواهی کرد و در طول دهه‌های ۱۹۸۰ و ۱۹۹۰ از نژادپرستی در سیاست اروپا و صنعت موسیقی آمریکا انتقاد کرد. با این وجود، نظرات او در مورد فاشیسم منجر به پایه‌گذاری جنبش راک علیه نژادپرستی شد.

## پس از آن
در تلاش برای حفظ سلامت روانی و جسمی خود، بویی در اواخر سال ۱۹۷۶ کالیفرنیا را به مقصد اروپا ترک کرد و مدتی در ژنو، سوئیس ماند تا در اوایل سال ۱۹۷۷ به دوستش ایگی پاپ در برلین غربی بپیوندد. اگرچه او دوک سفید لاغر را به‌طور علنی کنار نگذاشت، اما پس از اقامت در اروپا در نقش این شخصیت ظاهر نشد.
بویی تقریباً دو سال در برلین غربی زندگی کرد و در این مدت با آلبوم‌های سه‌گانه برلین (کم، «قهرمانان» و مستأجر) با همکاری برایان انو و تونی ویسکونتی، هم از نظر موسیقایی و هم شخصاً به فعالیت پرداخت. او همچنین آلبوم‌های ایگی پاپ یعنی ابله و شهوت زندگی را تهیه کرد.